# Поллитт, Майкл
Майкл Поллитт (англ. Michael Francis Pollitt; род. 29 февраля 1972, Фарнорт, Англия) — английский футболист, вратарь.

## Биография
В 1990 году перешёл в первую команду «Манчестер Юнайтед», до этого являясь частью академии «красных дьяволов». В том же году его отправили в аренду в «Олдем Атлетик», где он провел полгода, а уже в начале 1991 года перебрался в аренду в «Маклсфилд Таун», где сыграл лишь в одном матче. С лета 1991-го по лето 1998-го Майк сменил большое количество клубов, в число которых вошли «Бери», «Линкольн Сити», «Алтинчам», «Дарлингтон», «Ноттс Каунти». «Джиллингем», «Брентфорд» и «Сандерленд». Преимущественно в большей части клубов Майкл сидел на скамейке запасных, а лишь в «Линкольн Сити» и «Дарлингтоне» он сумел проявить свои таланты, сыграв практически во всех матчах.
Летом 1998 года Майкл Поллитт присоединился к «Сандерленду», с которым провёл совсем немного времени, перейдя в «Ротерем Юнайтед» в том же году. За те два года, пока Майкл находился в «Ротереме», ему удалось сыграть в 94 матчах, а в 2000 году отправился в «Честерфилд», где провёл один сезон, сыграв в 46 встречах.
Летом 2001 года Поллитт вернулся в расположение «Ротереме», где сразу же занял место первого вратаря команды. На протяжении четырёх лет голкипер демонстрировал надежную игру, появившись в 175 матчах в стартовом составе. В 2005 году его выкупил «Уиган Атлетик», который рассчитывал на вратаря как запасного, потому при возможности, периодически, его отправляли в аренду. Так произошло в 2006-м и 2007-м, когда он отправился в «Ипсвич Таун» и «Бернли» соответственно.